# Academia General Militar (Zaragoza)

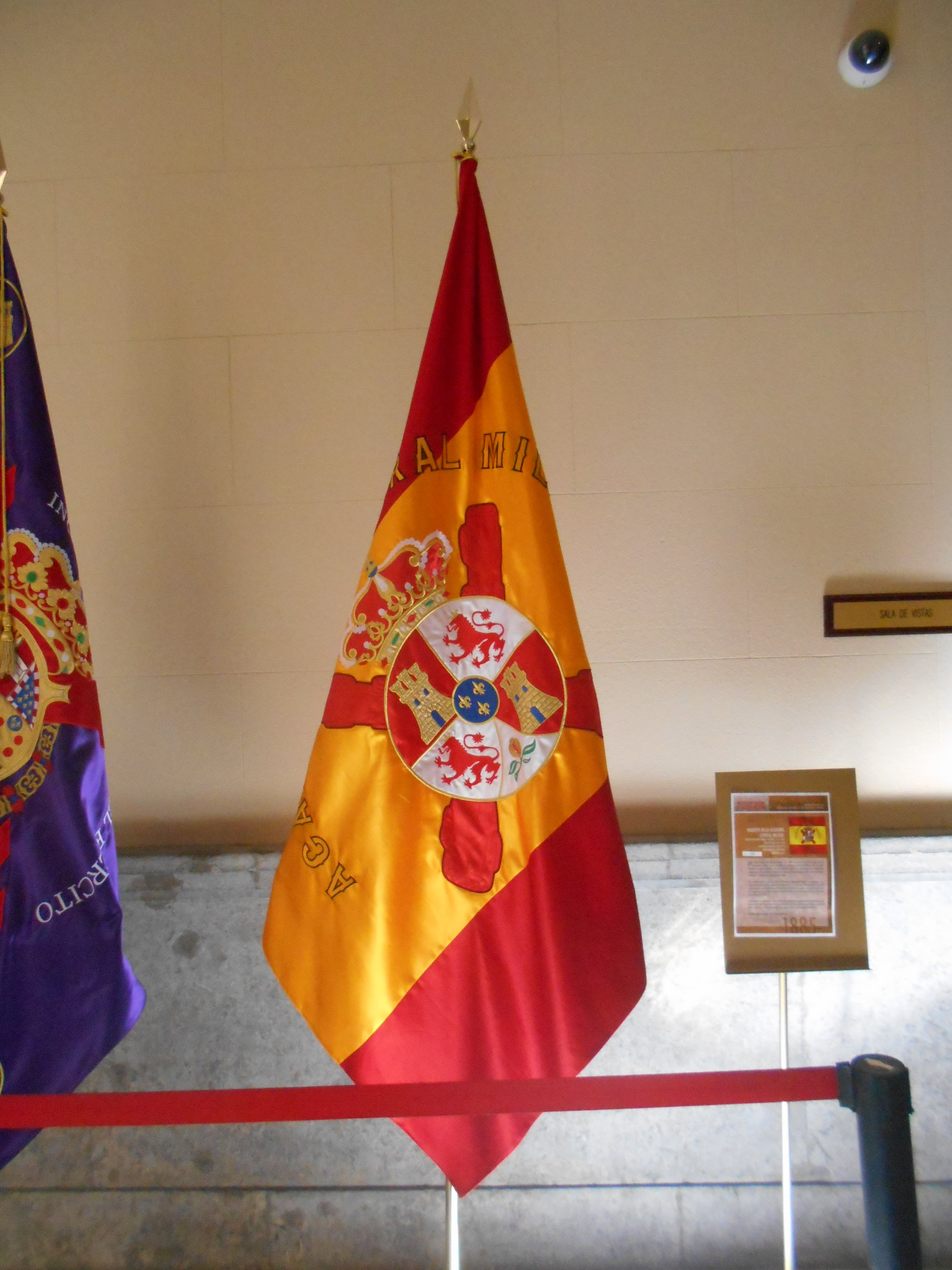
Bandera de la Academia General Militar

La Academia General Militar es el centro de enseñanza superior del Ejército de Tierra español (ET) y tiene su sede en la ciudad de Zaragoza. En sus instalaciones se encuentra el Centro Universitario de la Defensa, adscrito a la Universidad de Zaragoza, en el que los futuros oficiales del Ejército y de la Guardia Civil cursan las materias de sus estudios de grado.
Además de las especialidades del Cuerpo General del ET y Guardia Civil, en la Academia General Militar se forman desde la creación de la Academia: los Oficiales del Cuerpo de Intendencia del ET (primero como Administración Militar y con posterioridad, desde 1911 como Cuerpo de Intendencia);  los oficiales de los Cuerpos Comunes de las Fuerzas Armadas (Sanidad, Farmacia, Intervención, Jurídico Militar, Músicas Militares...) en un período básico de formación militar general; y los futuros oficiales pertenecientes al Cuerpo de Ingenieros Politécnicos del Ejército. El escudo de la Academia está compuesto por los emblemas de todas las Armas y Cuerpos de los que formarán parte los cadetes que reciben formación en la misma.

## Historia

### Primera época
La Academia General Militar fue creada durante el reinado de Alfonso XII en 1882, por decreto de 20 de febrero. En esta primera época, que abarca de 1882 a 1893, el centro de formación se ubicó en la ciudad de Toledo en el recinto del Alcázar. El primer director de la Academia en dicha época fue el general José Galbis Abella.
La Academia fue disuelta en ese año de 1893, pasando cada una de las Armas y Cuerpos a disponer de centros de formación independientes.

### Segunda época
En 1927, durante el reinado de Alfonso XIII y bajo la dictadura del General Miguel Primo de Rivera, se recupera la figura de este centro superior que se establece en la ciudad de Zaragoza. El dictador había llegado a la conclusión de que una de las razones de las disensiones existentes dentro de los Ejércitos, el sistema de ascensos por estricta antigüedad o considerando también los méritos de guerra, se debía a la inexistencia de una academia donde se formasen los oficiales de los cinco cuerpos: hasta entonces había Academias de Infantería en Toledo, Artillería en Segovia, Caballería en Valladolid, Ingenieros en Guadalajara) e Intendencia en Ávila, por lo que decidió restablecerla. Tras el desembarco de Alhucemas, Primo de Rivera había desarrollado un gran aprecio por el general Franco, militar con gran prestigio tras las campañas de África y como cofundador del Tercio de Extranjeros junto a José Millán Astray y, por Real Decreto del 4 de enero de 1928, se le nombró primer director de la Academia General Militar en esta Segunda Época.
El historiador Eduardo González Calleja interpreta el nombramiento del general Franco "como un gesto de reconciliación con los africanistas, lograda tras las operaciones del verano de 1925". En enero de 1928 es nombrado director el general don Francisco Franco Bahamonde, el cual impone un estilo de formación integral conjugando aspectos técnicos, físicos y morales y jefe de estudios Miguel Campins Aura, encargado de definir el marco pedagógico adecuado para el desenvolvimiento de este tipo de enseñanza. Las obras de la Academia se realizaron en un estilo arquitectónico en boga, el mudéjar aragonés.
A la llegada de la Segunda República, en el marco de las reformas militares impulsadas por el ministro de la Guerra del gobierno provisional, Manuel Azaña, se cierra el centro (Orden de 30 de junio de 1931). Azaña dudaba de la eficacia del tipo de instrucción impartido en la Academia y también creía que su coste era excesivo en un momento en el que se pretendía disminuir el gasto militar. Los oficiales más conservadores, antirrepublicanos, interpretaron la clausura de la Academia como un golpe al espíritu de cuerpo del Ejército, al ser la Academia el único centro donde militares de todas las ramas estudiaban juntos. Franco quedó desolado y tras el fin de la Guerra Civil repondría la institución. Mientras, obedeciendo las órdenes de Azaña cerró la Academia, no sin antes reunir a todos los cadetes y arengarles en un discurso de despedida que ha pasado a la historia y en el que les advertía que, aunque no gustara la orden de cierre, su deber era obedecerla. Este discurso le supuso a Franco la única tacha en su expediente militar, al recibir por ello una reprensión, pero su definición de disciplina sigue siendo estudiada, aprendida y recitada por los cadetes:

«¡Disciplina! Nunca bien definida y comprendida. ¡Disciplina! Que no reviste mérito cuando la acción del mando nos es grata y llevadera. ¡Disciplina! Que encierra su verdadero contenido cuando el pensamiento aconseja lo contrario de lo que se nos ordena y el corazón pugna por levantarse en íntima rebeldía, o cuando la arbitrariedad o el error van unidos a la acción del mando. Esta es la disciplina que os enseñamos, esta es la disciplina que practicamos, este es el legado que os ofrecemos.»

Durante la Guerra Civil, sus instalaciones abandonadas fueron utilizadas por el bando sublevado para constituir el campo de concentración de San Gregorio. Operó, al menos, de diciembre de 1936 a febrero de 1939, superando su capacidad máxima de 2000 prisioneros.

### Tercera época
Al concluir la guerra y reorganizarse los estudios militares en España, volvió a inaugurarse la Academia General Militar por decreto de 27 de septiembre de 1940, siendo ministro del Ejército el teniente general José Enrique Varela Iglesias. En 1942 ingresan los primeros 170 alumnos de la que será I Promoción de esta tercera época, que llega hasta nuestros días. Se eligieron para ello los antiguos edificios construidos durante la segunda época en Zaragoza, ubicados en las cercanías del campo de maniobras de San Gregorio. Fue nombrado como primer Director de la Academia en esta tercera época el general Francisco Hidalgo de Cisneros y Manso de Zúñiga. Entre sus alumnos en esta tercera época han estado Juan Carlos I, alumno de la XIV Promoción, entre los años 1955 a 1957, y Felipe de Borbón y Grecia, que lo fue con la XLIV Promoción, entre 1985 y 1986.
Hoy en día la Academia General Militar acoge a los alumnos (caballeros/damas cadetes) que serán los futuros oficiales del Ejército de Tierra de España, de forma similar a la Escuela Naval Militar (Marín-Pontevedra) y la Academia General del Aire (San Javier-Murcia).
Hasta finalizar el curso 2011/2012, convivirán en este centro todos los caballeros cadetes y caballeros alféreces cadetes (empleo alcanzado en el tercer curso de Academia) en sus primeros años en la milicia, dirigiéndose a las respectivas Academias de Especialización al finalizar 4.º (2.º en el caso de los cadetes aspirantes a ser oficiales de la Guardia Civil):
- Artillería (Segovia)
- Caballería (Valladolid)
- Infantería (Toledo)
- Ingenieros y Transmisiones (Hoyo de Manzanares)
- Logística (Calatayud)
- Guardia Civil (Aranjuez)

No obstante, con el nuevo cambio de reglamentación de la Enseñanza Militar en España, estos plazos cambiarán, continuando sus estudios en la Academia General Militar hasta finalizar 4.º curso, o cursando los 5 años de adiestramiento íntegros en dicha Academia (salvo ciertos períodos de instrucción específica), si se aprueba finalmente el borrador presentado para la reglamentación de la Enseñanza Militar; exceptuando a los cadetes miembros del Cuerpo de la Guardia Civil, que pondrán rumbo a la Academia de Aranjuez al finalizar 2.º curso, del mismo modo que se ha venido haciendo hasta ahora.

### Divisas de Alumnos de la Academia General Militar
Palas empleadas en la uniformidad reglamentaria: verde para la guerrera, carmesí para camisa y gris en casaca cuartelera.
| España                                             |                                              |                                              |  |  |  |  |  |  |  |
| Caballero/Dama Alférez Cadete 3.º, 4.º y 5.º curso | Caballero/Dama Cadete de 2.º curso 2.º curso | Caballero/Dama Cadete de 1.º curso 1.º curso |  |  |  |  |  |  |  |
|                                                    |                                              |                                              |  |  |  |  |  |  |  |

|  |  |  |

### Prendas de cabeza
Los mismos modelos se llevan durante todos los años de formación en la academia, después con los empleos de teniente y capitán, cambiando el color de la boina por el verde kaki.
| Gorra de plato | Boina | Montañera | Gorro cuartelero |
| -------------- | ----- | --------- | ---------------- |
|                |       |           |                  |

## Instalaciones

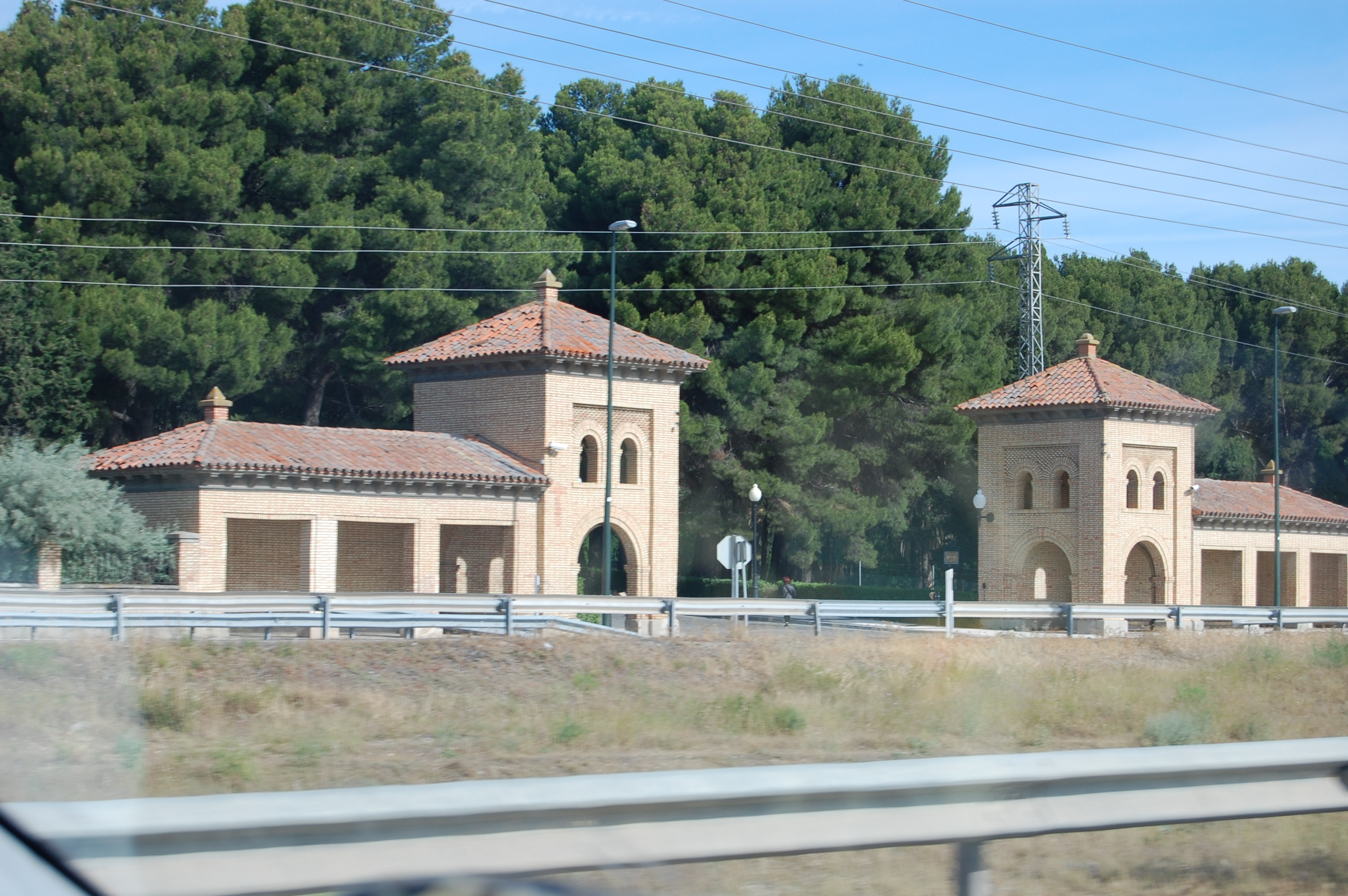
Entrada principal de la Academia.

La Academia General Militar tiene su sede en Zaragoza, en un conjunto de edificios ubicado en el barrio de San Gregorio, a la salida de la ciudad por la autovía de Huesca.
El edificio Franco fue inaugurado en 1930 y es de estilo neomudéjar aragonés. Los autores del proyecto fueron los ingenieros militares coronel Mariano Lafiguera, teniente coronel Vicente Rodríguez y comandante Antonio Parellada. Figura en el catálogo del edificios de interés histórico del Ayuntamiento de Zaragoza.
A partir de los años 70 del siglo XX al edificio original se le han ido añadiendo una serie de edificios contemporáneos. La ampliación más importante, inaugurada en 1978, consistió en dos nuevos edificios de dormitorios y aularios (edificio Galbis, edificio Hidalgo de Cisneros y el nuevo edificio Medrano).

## Plan de estudios

### Tercera Época[9]
Plan de 1941 y planes sucesivos hasta 1973:
- 2 años en la Academia General Militar, al término de los cuales se obtenía el empleo de Caballero Alférez Cadete.
- 2 años en las Academias de las Armas.
- Segundo periodo: 6 meses (a partir de 1961, 2 meses) en la Academia General Militar. Al término del Segundo periodo, los alumnos eran promovidos al empleo de Teniente.

Plan de 1973
- 1 año selectivo en la Academia General Militar. Durante este año, además de los estudios militares, se cursaban estudios civiles de primer curso de Ciencias Físicas de la Universidad de Zaragoza. El número de plazas en segundo curso era, aproximadamente, la mitad del número de alumnos del Curso Selectivo.
- 3 años (numerados 2.º, 3.º y 4.º) en la Academia General Militar. Al término del 3.º curso, los alumnos recibían el empleo de Caballero Alférez Cadete.
- 1 año en las Academias de las Armas, al término del cual los alumnos recibían el empleo de Teniente.

Plan de 1978
- 2 años en la Academia General Militar, al término de los cuales se obtenía el empleo de Caballero Alférez Cadete.
- 2 años en las Academias de las Armas.
- 1 año de formación específica en diversos centros militares. A su término los alumnos eran promovidos al empleo de Teniente. A partir de 1985, el 5.º curso se desarrolló en la Academia General Militar y se planteó el objetivo de perfeccionar la formación interarmas y humanística de los alumnos.

Plan de 1992 (Grado Superior)
- 3 años en la Academia General Militar. El empleo de Caballero/Dama Alférez Cadete se obtenía al término del segundo año.
- 2 años en las Academias de las Armas, tras los que los alumnos eran promovidos al empleo de Teniente.

Plan de 2010
- 4 años en la Academia General Militar. En ellos, además de asignaturas militares, se cursa el Grado de Ingeniería de Organización Industrial, impartido por el Centro Universitario de Defensa, adscrito a la Universidad de Zaragoza. Al finalizar el segundo curso y si se cumplen las condiciones de progreso a tercero, los alumnos son promovidos al empleo de Caballero/Dama Alférez Cadete.
- 1 año en la Academia específica elegida por cada uno de los alféreces. Al concluir el curso los alumnos son promovidos al empleo de Teniente.

En lo que respecta a los Oficiales del Cuerpo de Intendencia, hasta 1994 su formación fue idéntica a la de sus compañeros del Cuerpo General. Desde el Curso 1994-1995, los Oficiales del Cuerpo acceden a la Academia General Militar con carrera universitaria previa de las áreas del Derecho y la Economía, cursando en la actualidad 2 cursos en la Academia, recibiendo la formación necesaria como futuros Oficiales del Ejército de Tierra y la específica de la función logística de Abastecimiento y en Administración Económica.

## Directores

### Primera época
- Mariscal de Campo José Galbis Abella (1882-1887)
- General de Brigada Pedro Mella y Montenegro (1887-1890)
- General de Brigada Manuel de la Cerda y Gómez Pedroso (1890-1892)

### Segunda época
- General de Brigada Francisco Franco Bahamonde (1927-1931)

### Tercera época
- General de Brigada Francisco Hidalgo de Cisneros y Manso de Zúñiga (1942-1946)
- General de Brigada Santiago Amado Lóriga (1946-1950)
- General de Brigada Juan Fernández-Capalleja y Fernández-Capalleja (1950-1954)
- General de Brigada Emilio Alamán Ortega (1954-1956)
- General de Brigada Manuel Vicario Alonso (1956-1959)
- General de Brigada Rodolfo Estella Bellido (1959-1962)
- General de Brigada Eduardo de Madariaga Rodríguez (1962-1963)
- General de Brigada Carlos Iniesta Cano (1963-1968)
- General de Brigada Carlos Fernández Vallespín (1968-1969)
- General de Brigada Santos Sánchez Blázquez (1969-1971)
- General de Brigada Antonio Balcázar Rubio de la Torre (1971-1973)
- General de Brigada Guillermo Quintana Lacaci (1973-1976)
- General de Brigada Antonio Rey Ardid (1976-1977)
- General de Brigada Felipe Palacios Costero (1977-1978)
- General de Brigada Gerardo Mariñas Romero (1978-1979)
- General de Brigada Luis Pinilla Soliveres (1979-1982)
- General de Brigada Juan Bautista Sánchez de Bilbao (1982-1984)
- General de Brigada Ángel Santos Bobo (1984-1985)
- General de Brigada José Jiménez Pérez de Larraya (1985-1987)
- General de Brigada Javier Calderón Fernández (1987-1988)
- General de Brigada Carlos García Ferrer (1989-1992)
- General de Brigada Mariano Alonso Baquer (1992-1994)
- General de Brigada José Ramón Lago Vázquez (1994-1996)
- General de Brigada Gregorio López Iraola (1996-1998)
- General de Brigada Blas Oliver Iguacel (1998-2000)
- General de Brigada Fernando Torres González (2000-2003)
- General de Brigada Ignacio Martín Villalaín (2003-2006)
- General de Brigada Juan Antonio Álvarez Jiménez (2006-2009)
- General de Brigada Francisco José Gan Pampols (2009-2013)
- General de Brigada Jerónimo de Gregorio y Monmeneu (2013-2016)
- General de Brigada Luis Lanchares Dávila (2016-2018)
- General de Brigada Carlos Jesús Melero Claudio (2018-2020)
- General de Brigada Manuel Pérez López (2020-2024)
- General de Brigada Prudencio Horche Moreno (2024-  )

## Cultura

### Cátedra Miguel de Cervantes
La Cátedra Miguel de Cervantes de las Armas y de las Letras es un órgano de apoyo a la enseñanza que depende directamente del Director de la Academia General Militar. La finalidad de la Cátedra es:
- Promover, gestionar y desarrollar aquellas actividades formativas de carácter cultural, técnico o humanístico que contribuyan a completar la formación integral de los cadetes y alumnos de la Academia.
- Contribuir al conocimiento social de la Defensa Nacional de las Fuerzas Armadas, de las relaciones de España con otros estados, Alianzas u Organizaciones Internacionales que procuren la Paz y la Seguridad Internacional, así como el conocimiento de la historia y cultura militar de España.
- Servir de elemento canalizador de aquellas colaboraciones de carácter cultural con otras Instituciones en cumplimiento de diferentes Convenios o Acuerdos vigentes.

### Publicaciones
- Armas
- Armas y Cuerpos
- La taquilla
- Flash
- Deme nota

### Museo
El Museo de la Academia General Militar fue abierto en 1947. En sus fondos figuran recuerdos de la Academia, uniformes de cadetes españoles y extranjeros, así como armas ligeras y pesadas.